# Abelia
Abelia es un género de unas 70 especies descritas, de las cuales unas 30 están aceptadas, de arbustos pertenecientes a la familia Caprifoliaceae.

## Descripción
Son arbustos caducifolios o semi-caducifolios, de hasta 4 m de altura, muy ramificados con ramas periféricas extendidas y algo arqueadas/péndulas, de hojas opuestas —o verticiladas por 3 a 5 en las ramas centrales erectas— cortamente pecioladas, de margen entero o ligeramente dentado o crenato-dentado.
Las flores son axilares o terminales, solitarias o por grupos de hasta 3. Las 4-6 brácteas son pequeñas y no acrescentes. Los sépalos, en número de 2-5, son generalmente extendidos, estrechamente oblongo-elípticos o agudos, con o sin pelos y persistentes. La corola es penta-lobulada, con tubo cilíndrico o acampanado, bilabiada o no, de color blanco, amarillo, rosa o rojo. Los estambres didínamos están próximos al tubo de la corola, incluidos en esta o algo salientes, con anteras hasta el interior. El ovario es estrechamente oblongo, tri-locular —con 2 lóculos de 2 series de óvulos estériles, y un lóculo de un único óvulo fértil— con estilo filiforme y estigmas cabezudos, blancos.
El fruto es un aquenio coriáceo coronado por los sépalos persistentes del cáliz.

## Distribución
Originarios del este de Asia, en particular de China donde 糯米条属 nuo mi tiao shu es su nombre vernáculo, y de México; se distribuyen por Afganistán y desde el Himalaya hasta el este de Asia, con 2 especies en México.

## Cultivo

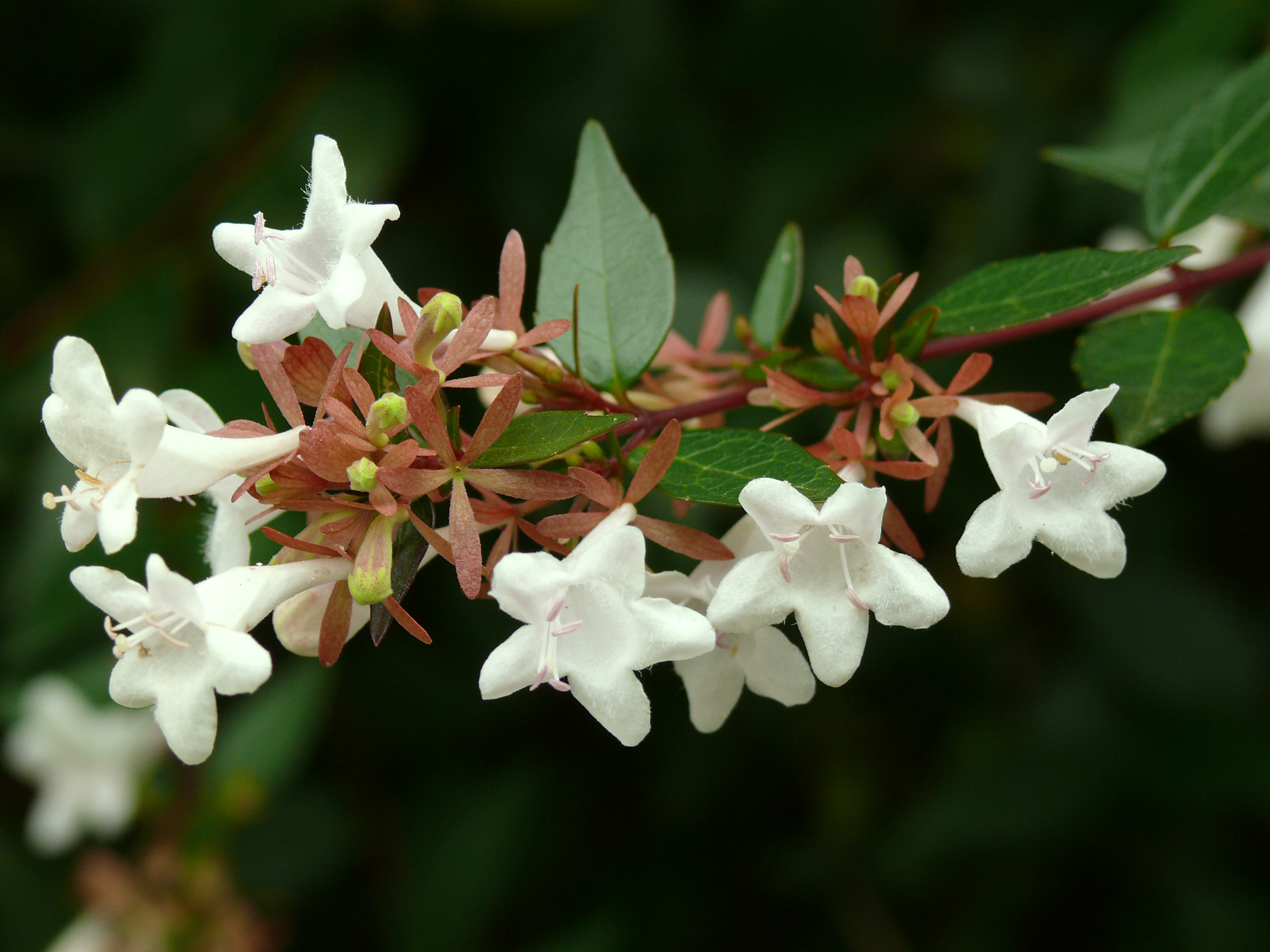
Abelia en flor

Las abelias son populares como arbustos de jardines y adornos urbanos, siendo el más ampliamente cultivado el híbrido Abelia × grandiflora (Abelia chinensis × Abelia uniflora). Reaccionan de forma diversa al frío, pudiendo las más resistentes vivir en condiciones adversas. Prefieren sol directo o semisombra y prosperan en suelos drenados. Se multiplican fácilmente por esquejes, admitiendo podas drásticas.

## Taxonomía
El género fue descrito por Robert Brown in Clarke Abel y publicado en Narrative of a Journey in the Interior of China, p. 376, 1818.
Etimología
Abelia: nombre genérico otorgado por Robert Brown en 1818 en honor al médico y naturalista británico Clarke Abel (1780-1826) que lo introdujo en Europa desde China, donde descubrió el género.

## Especies aceptadas
- Abelia anhwensis Nakai
- Abelia chinensis R.Br. - (China)

- Abelia chinensis subsp. ionandra R.Br.

- Abelia forrestii (Diels) W.W. Sm.
- Abelia taihyonii Nakai
- Abelia uniflora R.Br. ex Wall.

## Especies reasignadas
- Abelia angustifolia Bureau & Franch. ≡ Zabelia buddleioides (W.W.Sm.) Hisauti & H.Hara
- Abelia anhweiensis Nakai ≡ Zabelia dielsii (Graebn.) Makino
- Abelia brachystemon (Diels) Rehder ≡ Zabelia dielsii (Graebn.) Makino
- Abelia buddleioides W.W.Sm. ≡ Zabelia buddleioides (W.W.Sm.) Hisauti & H.Hara
- Abelia corymbosa Regel & Schmalh. ≡ Zabelia corymbosa (Regel & Schmalh.) Makino
- Abelia dielsii (Graebn.) Rehder ≡ Zabelia dielsii (Graebn.) Makino
- Abelia floribunda (M.Martens & Galeotti) Decne. ≡ Vesalea floribunda Mart. & Galeotti

- Abelia grandiflora Villarreal ≡ Vesalea grandifolia (Villarreal) H.F.Wang & Landrein
- Abelia hersii Nakai ≡ Zabelia dielsii (Graebn.) Makino
- Abelia integrifolia Koidz. ≡ Zabelia integrifolia (Koidz.) Makino ex Ikuse & Kuros.
- Abelia mexicana Villarreal ≡ Vesalea mexicana (Villarreal) H.F.Wang & Landrein
- Abelia mosanensis I.C.Chung ex Nakai ≡ Zabelia tyaihyoni (Nakai) Hisauti & Hara
- Abelia occidentalis Villarreal ≡ Vesalea occidentalis (Villarreal) H.F.Wang & Landrein
- Abelia onkocarpa (Graebn.) Rehder ≡ Zabelia dielsii (Graebn.) Makino
- Abelia serrata Siebold & Zucc. ≡ Diabelia serrata (Siebold & Zucc.) Landrein
- Abelia spathulata Siebold & Zucc. ≡ Diabelia spathulata (Siebold & Zucc.) Landrein
- Abelia triflora R.Br. ex Wall. ≡ Zabelia triflora (R.Br.) Makino
- Abelia tyaihyoni Nakai ≡ Zabelia tyaihyoni (Nakai) Hisauti & Hara
- Abelia umbellata (Graebn.) Rehder ≡ Zabelia umbellata (Graebn. & Buchw.) Makino